# 希臘語羅馬化
希臘語的羅馬化是將希臘字母的文字或發音翻譯或映射到拉丁字母的字母或發音。希腊名字的英语翻译其實就以古代罗马字母系统為基礎。